# VfL SparkassenStars Bochum
O VfL SparkassenStars Bochum é um clube profissional de basquetebol baseado em Bochum, Alemanha que atualmente disputa a 2.Bundesliga ProA, correspondente à segunda divisão do país. Manda seus jogos no Rundsporthalle Bochum com capacidade para 990 espectadores.

## Histórico de Temporadas
| Temporada | Nível | Liga         | Pos.              | Resultado         |
| --------- | ----- | ------------ | ----------------- | ----------------- |
| 2006-07   | 3     | Regionalliga | 2º                |                   |
| 2007-08   | 3     | Regionalliga | 4º                |                   |
| 2008-09   | 4     | Regionalliga | 10º               |                   |
| 2009-10   | 4     | Regionalliga | 8º                |                   |
| 2010-11   | 4     | Regionalliga | 2º                |                   |
| 2011-12   | 4     | Regionalliga | 1º                | Campeão           |
| 2012-13   | 4     | Regionalliga | 1º                | Promovido campeão |
| 2013-14   | 3     | ProB         | 8º                | Quartas de finais |
| 2014–15   | 3     | ProB         | 5º                | Oitavas de finais |
| 2015–16   | 3     | ProB         | 5º                | Oitavas de finais |
| 2016–17   | 3     | ProB         | 5º                | Semifinalista     |
| 2017-18   | 3     | ProB         | 4º                | Quartas de finais |
| 2018-19   | 3     | ProB         | 6º                | Oitavas de finais |
| 2019-20   | 3     | ProB         | Pandemia de COVID | Pandemia de COVID |
| 2020-21   | 3     | ProB         | 1º                | Promovido         |
| 2021-22   | 2     | ProA         | 13º               |                   |
| 2022-23   | 2     | ProA         | 9º                |                   |
| 2023-24   | 2     | ProA         | 17º               | [ nota 1 ]        |
| 2024-25   | 2     | ProA         | 8º                | Quartas de finais |

## Títulos

### Regionalliga Oeste
- Campeão (2):2011-12, 2012-13
- Finalista (2):2006-07, 2010-11